# Petra Justenhoven
Petra Justenhoven (* 22. August 1967 in Kempten im Allgäu) ist eine deutsche Wirtschaftsprüferin und Steuerberaterin. 2013 wurde Justenhoven als erste Frau in die Geschäftsführung der PricewaterhouseCoopers GmbH WPG berufen, zunächst für den Fachbereich Markets & Industries und ab 2015 für den Fachbereich Wirtschaftsprüfung und prüfungsnahe Dienstleistungen (Assurance). Seit 2016 ist sie Vorstandsmitglied der PwC Europe SE und verantwortet als Assurance-Leaderin die PwC-Gesellschaften fünf weiterer Länder. Im Dezember 2021 wurde Petra Justenhoven zur PwC-Deutschlandchefin gewählt. Sie gehört dem Bundesvorstand des Wirtschaftsrats der CDU sowie dem Vorstand des Instituts der Wirtschaftsprüfer an.

## Ausbildung und Persönliches
Nach dem Abitur 1986 am Allgäu-Gymnasium Kempten studierte Justenhoven Finanzwesen an der Bayerischen Beamtenfachhochschule in Herrsching am Ammersee. 1991 erhielt sie ein Stipendium der Erasmus-Stiftung für die École de management de Normandie und schloss ihr Studium 1993 an der Hochschule für internationale Wirtschaft in Bremen als Diplombetriebswirtin ab.
Seit 1992 ist Justenhoven bei PricewaterhouseCoopers beziehungsweise deren Vorgängergesellschaften beschäftigt. 1997 wurde sie zur Steuerberaterin und 2001 zur Wirtschaftsprüferin bestellt.
Justenhoven ist seit 2016 Jurymitglied des von PricewaterhouseCoopers jährlich verliehenen „Building Public Trust“-Awards. Sie rief die Initiative „Women@PwC“ ins Leben, die weibliche Fach- und Führungskräfte fördert.
2017 wurde sie „Mestemacher Female Manager of the Year“. Seit 2018 hat das Manager Magazin sie jährlich zu den „100 einflussreichsten Frauen in der deutschen Wirtschaft“ gewählt.
Die gebürtige Allgäuerin ist verheiratet und Mutter von zwei Kindern.

## Auszeichnungen
- Mestemacher Preis „Managerin des Jahres 2017“[12]
- Manager Magazin – Die 100 einflussreichsten Frauen der deutschen Wirtschaft[13]

## Mitgliedschaften und Institutionen
- Mitglied des ehrenamtlichen Vorstands des Instituts der Wirtschaftsprüfer in Deutschland e. V. (IDW)
- Mitglied des Bundesvorstands des Wirtschaftsrats der CDU
- Honorarkonsulin des Bundesstaates Bayern für die Republik Dschibuti[14]
- Mitglied des Kuratoriums der Wissenschaftlichen Gesellschaft für Prüfung und Controlling an der Universität Augsburg e. V. (PCA)[15]
- Mitglied der Baden-Badener Unternehmer Gespräche (BBUG)
- Mitglied des Schmalenbach Arbeitskreises Externe Unternehmensrechnung (AKEU) der Schmalenbach-Gesellschaft für Betriebswirtschaft e.V.[16]